# Schistura nagaensis
Schistura nagaensis är en fiskart som först beskrevs av Menon, 1987.  Schistura nagaensis ingår i släktet Schistura och familjen grönlingsfiskar. IUCN kategoriserar arten globalt som sårbar. Inga underarter finns listade i Catalogue of Life.